# Pythagoras

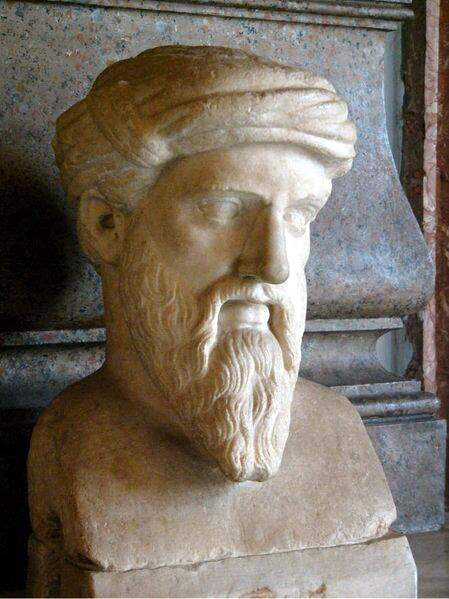
Herme des Pythagoras (um 120 n. Chr.). Kapitolinische Museen, Rom

Pythagoras von Samos (griechisch Πυθαγόρας Pythagóras; * um 570 v. Chr. auf Samos; † nach 510 v. Chr. in Metapont in der Basilicata) war ein antiker griechischer Philosoph (Vorsokratiker), Mathematiker und Gründer einer einflussreichen religiös-philosophischen Bewegung. Als Vierzigjähriger verließ er seine griechische Heimat und wanderte nach Süditalien aus. Dort gründete er eine Schule und betätigte sich auch politisch. Trotz intensiver Bemühungen der Forschung gehört er noch heute zu den rätselhaftesten Persönlichkeiten der Antike. Manche Historiker zählen ihn zu den Pionieren der beginnenden griechischen Philosophie, Mathematik und Naturwissenschaft, andere meinen, er sei vorwiegend oder ausschließlich ein Verkünder religiöser Lehren gewesen. Möglicherweise konnte er diese Bereiche verbinden. Die nach ihm benannten Pythagoreer blieben auch nach seinem Tod kulturgeschichtlich bedeutsam.

## Leben
Da verlässliche Quellen fehlen, die Legendenbildung schon früh wuchert und die überlieferten Berichte einander widersprechen, sind viele Angaben über das Leben des Pythagoras in der wissenschaftlichen Literatur umstritten. Der aktuelle Forschungsstand ergibt folgendes Bild: Pythagoras wurde wohl um 570 v. Chr. als Sohn des Mnesarchos geboren, der auf der Insel Samos lebte. Mnesarchos stammte wahrscheinlich nicht (wie behauptet wurde) aus einer vornehmen samischen Familie, sondern war ein eingewanderter erfolgreicher Kaufmann (nach anderer Überlieferung Steinschneider). Als Lehrer des Pythagoras wird am häufigsten der Philosoph Pherekydes von Syros genannt. In seiner Jugend soll sich Pythagoras zu Studienzwecken in Ägypten und Babylonien aufgehalten haben; nach verschiedenen Berichten machte er sich mit dortigen religiösen Anschauungen und naturwissenschaftlichen Kenntnissen vertraut und kehrte dann nach Samos zurück. Dort hatte um 538 v. Chr. Polykrates zusammen mit seinen Brüdern die Macht an sich gerissen und später seine Alleinherrschaft etabliert. Pythagoras stand in Opposition zu diesem Tyrannen und verließ die Insel. Nach der Datierung des Chronisten Apollodor reiste er 532/531 v. Chr. ab.
Frühestens 532 v. Chr., spätestens 529 v. Chr. tauchte Pythagoras im griechisch besiedelten Unteritalien auf und gründete eine Schule in Kroton (heute Crotone in Kalabrien). Deren Mitglieder (d. h. der innere Kreis) bildeten eine enge Gemeinschaft, legten sich auf eine disziplinierte, bescheidene Lebensweise fest („pythagoreische Art des Lebens“) und verpflichteten sich zur Treue gegeneinander. Pythagoras, der ein vorzüglicher Redner war, erlangte großen Einfluss auf die Bürgerschaft, den er auch politisch geltend machte. Er gewann auch in anderen Gegenden der Region Anhänger, sogar unter der nichtgriechischen Bevölkerung. Im Konflikt Krotons mit der Stadt Sybaris, der anscheinend von den Sybariten provoziert wurde, trat er für eine feste Haltung ein. Weil Kroton sich auf Veranlassung des Pythagoras weigerte, geflüchtete sybaritische Oppositionelle auszuliefern, brach 510 v. Chr. der Krieg aus, der mit der Zerstörung von Sybaris endete.
Nach dem Sieg kam es in Kroton zu inneren Spannungen, unter anderem wegen der Verteilung des eroberten Landes; der Unmut der Bürger richtete sich gegen die Pythagoreer. Daraufhin übersiedelte Pythagoras nach Metapontion (heute Metaponto in der Basilikata), wo er den Rest seines Lebens verbrachte. Erst nach seiner Abreise aus Kroton brach dort der Konflikt offen aus, und die Pythagoreer unterlagen. Angaben, wonach damals viele von ihnen getötet wurden, beruhen möglicherweise auf Verwechslung mit späteren Unruhen. Eine abweichende Überlieferung, der zufolge Pythagoras in Kroton blieb und den dortigen Unruhen zum Opfer fiel, ist nicht glaubwürdig. Für eine Datierung seines Todes liegen keine Anhaltspunkte vor. Die Metapontier, bei denen Pythagoras in hohem Ansehen stand, wandelten nach seinem Tod sein Haus in ein Demeterheiligtum um.
Pythagoras war verheiratet. Nach einigen Quellen hieß seine Frau (nach anderer Überlieferung eine Tochter des Philosophen) Theano. Er hatte Kinder, darunter – falls man der Überlieferung trauen kann – eine Tochter namens Myia. Manche Quellen nennen angebliche Namen weiterer Kinder des Pythagoras, doch wird die Glaubwürdigkeit dieser Angaben in der Forschung sehr skeptisch beurteilt.

## Lehre
Da keine Schriften des Pythagoras überliefert sind, stößt eine Rekonstruktion seiner Lehre auf große Schwierigkeiten. Die uns bekannte antike Überlieferung besteht größtenteils aus späten Quellen, die erst in der römischen Kaiserzeit – mehr als ein halbes Jahrtausend nach Pythagoras’ Tod – entstanden sind. Die antiken Hinweise und Berichte sind voller Widersprüche und stark von Legenden durchsetzt. Das Ziel vieler Autoren war die Verherrlichung des Pythagoras, einige wollten ihn verunglimpfen. Daher gehen trotz intensiver Klärungsbemühungen seit dem 19. Jahrhundert – die Spezialliteratur umfasst Hunderte von Veröffentlichungen – noch heute die Meinungen der Forscher auch über Grundlegendes weit auseinander. Eine Hauptschwierigkeit besteht in der Unterscheidung zwischen Auffassungen späterer Pythagoreer und der ursprünglichen Lehre.
Im 5. Jahrhundert v. Chr. behauptete der Dichter Ion von Chios, Pythagoras habe Gedichte verfasst, und Autoren der römischen Kaiserzeit nannten Titel von Werken, die er angeblich geschrieben hatte. Zu den Gedichten, die ihm zugeschrieben wurden, gehörte insbesondere eine „Heilige Rede“ (hieròs lógos), deren erster Vers überliefert ist, sowie die „Goldenen Verse“, ein in der Antike beliebtes und mehrmals kommentiertes Gedicht (71 Hexameter, lateinischer Titel Carmen aureum). Es enthält Lebensregeln und religiöse Verheißungen und bietet eine zusammenfassende Einführung in pythagoreisches Gedankengut. Dieses Gedicht wurde als Ganzes sicher nicht von Pythagoras verfasst, enthält aber möglicherweise einzelne von ihm stammende Verse aus der „Heiligen Rede“.

### Forschungsmeinungen
In der Forschung stehen einander zwei Richtungen gegenüber, die sehr unterschiedliche Pythagoras-Konzepte vertreten. Die eine Richtung (Erich Frank, Karl Ludwig Reinhardt, Isidore Lévy, Walter Burkert, Eric Robertson Dodds) sieht in Pythagoras einen religiösen Führer mit geringem oder keinem Interesse an Wissenschaft; nach Burkert gehört er zum Typus des Schamanen („Schamanismusthese“). Zu den Gegnern der Schamanismusthese gehören Werner Jaeger, Antonio Maddalena, Charles H. Kahn und vor allem Leonid Zhmud, der die gegenteilige Pythagorasdeutung detailliert ausgearbeitet hat. Sie besagt, dass Pythagoras in erster Linie Philosoph, Mathematiker und Naturwissenschaftler gewesen sei („Wissenschaftsthese“). Manche Philosophiehistoriker suchen eine mittlere Position zwischen den beiden Richtungen, und nicht alle, welche die eine These ablehnen, sind Verfechter der anderen.
Die Schamanismusthese ist von Walter Burkert eingehend begründet worden. Sie kann folgendermaßen zusammengefasst werden: Pythagoras hat sehr wahrscheinlich keinen einzigen Beitrag zur Arithmetik, Geometrie, Musiktheorie und Astronomie geleistet und dies auch gar nicht beabsichtigt. Sein Anliegen war kein wissenschaftliches, sondern es ging ihm um spekulative Kosmologie, um Zahlensymbolik und besonders um die Anwendung magischer Techniken im Sinne des Schamanismus. Für seine Anhänger war er ein übermenschliches Wesen und hatte Zugang zu unfehlbarem göttlichem Wissen. Der Legitimierung dieses Anspruchs dienten ihm zugeschriebene Wundertaten. Die Pythagoreer bildeten eine Kultgemeinschaft, die hinsichtlich ihrer Riten den Mitgliedern ein rigoroses Schweigegebot auferlegte, und waren an zahlreiche im Alltag streng zu befolgende Regeln gebunden. Der Zweck der Schule war primär religiös und schloss auch politische Aktivitäten ein. Wissenschaftliche Bestrebungen traten – wenn überhaupt – erst nach dem Tod des Pythagoras hinzu. Von einer pythagoreischen Philosophie kann zu Lebzeiten des Pythagoras nicht gesprochen werden, sondern erst ab der Zeit des Pythagoreers Philolaos. Das Weltverständnis des Pythagoras war insgesamt ein vorwissenschaftlich-mythisches. Burkert illustriert dies durch Parallelen zur altchinesischen Kosmologie (Yin und Yang) und zu archaischen Vorstellungen indigener Völker.
Dieser Auffassung entgegengesetzt ist die Wissenschaftsthese, die insbesondere von Leonid Zhmud vertreten wird. Sie besagt, dass es im griechischsprachigen Kulturraum zur Zeit des Pythagoras die für Schamanismus typischen Phänomene nicht gab. Diese Forschungsrichtung verwirft die These eines weltweit verbreiteten „Panschamanismus“, welche Schamanismus anhand bestimmter phänomenologischer Merkmale feststellt und dabei die Annahme historischer Zusammenhänge zwischen den betreffenden Völkern für unnötig hält. Zhmud argumentiert, es habe bei den Skythen keinen Schamanismus gegeben und eine Beeinflussung Griechenlands oder Unteritaliens durch sibirischen Schamanismus sei ohne skythische Vermittlung nicht vorstellbar. Seiner Auffassung zufolge sind die Berichte über den Glauben der Schüler des Pythagoras an übermenschliche Fähigkeiten und Taten ihres Lehrers und die Beschreibungen der Schule als religiöser Bund mit einer Geheimlehre und seltsamen Tabus unglaubwürdig. Dieses Bild stammte teils von spottlustigen Komödiendichtern, teils war es Ausdruck entsprechender Neigungen in der römischen Kaiserzeit. Der historische Pythagoras war ein Philosoph, der sich um Mathematik, Musiktheorie und Astronomie bemühte und dessen Schüler einschlägige Forschungen durchführten. Unter anderem dürften manche Theoreme Euklids auf Pythagoras zurückgehen. Es gab keinen spezifisch pythagoreischen Kult und Ritus, die Schule war keine Kultgemeinschaft, sondern ein lockerer Zusammenschluss (Hetairie) von Forschern. Diese waren nicht auf Dogmen des Schulgründers eingeschworen, sondern vertraten unterschiedliche Meinungen.
Beide Richtungen tragen gewichtige Argumente vor. Für die Schamanismusthese werden die Legenden angeführt, die von Wundertaten und spektakulären Fähigkeiten des Meisters handeln, darunter Wahrsagen, Bilokation und die Fähigkeit, mit Tieren zu reden. Die Legende, er habe einen goldenen Schenkel gehabt, diente dazu, ihn mit Apollon zu identifizieren; manche betrachteten ihn als Sohn Apollons. Andererseits schrieb der Zeitgenosse Heraklit, Pythagoras habe mehr Studien (historíē) getrieben als irgendein anderer Mensch. Diese Aussage wird zugunsten der Wissenschaftsthese angeführt, gerade weil sie von einem zeitgenössischen Gegner stammt, der Pythagoras keineswegs loben will, sondern ihm „Vielwisserei“ vorwirft. Heraklit beschuldigt Pythagoras des Plagiats, womit er anscheinend Verwertung von naturphilosophischem und naturkundlichem Prosaschrifttum meint.
Einer heute umstrittenen, in der Antike allgemein akzeptierten Überlieferung zufolge war Pythagoras der Erfinder der Begriffe „Philosophie“ und „Philosoph“. Herakleides Pontikos berichtet, Pythagoras habe auf die Unterscheidung zwischen dem „Weisen“ (sophós) und einem nach Weisheit strebenden „Weisheitsfreund“ (philósophos) Wert gelegt, wobei er sich selbst zu den Philosophen zählte, da nur Gott wirklich weise sei. Solche Bescheidenheit ist unvereinbar mit Burkerts Schamanismusthese, der zufolge Pythagoras sich von seinen Anhängern als unfehlbares übermenschliches Wesen verehren ließ. Burkert bestreitet die Glaubwürdigkeit des Berichts von Herakleides Pontikos, Befürworter der Wissenschaftsthese vertreten auch diesbezüglich die Gegenposition.
Auch die Verwendung des Begriffs „Kosmos“ zur Bezeichnung des harmonisch geordneten Weltganzen hat nach antiken Angaben Pythagoras eingeführt. Burkert und andere Forscher zweifeln an der Zuverlässigkeit dieser Überlieferung, Zhmud hält sie für glaubwürdig.

### Mathematik

Illustration zum Satz des Pythagoras:
a^{2} + b^{2} = c^{2}

Schon im 4. Jahrhundert v. Chr. führten Aristoteles und Aristoxenos die Anfänge der Mathematik bei den Griechen auf die Pythagoreer bzw. Pythagoras zurück. In der Spätantike und im Mittelalter war die Überzeugung allgemein verbreitet, Pythagoras sei der Begründer der Mathematik gewesen. Damit war auch die Geometrie gemeint, der für die antiken Griechen wichtigste Teil der Mathematik. Dazu passte die Überlieferung vom Aufenthalt des Pythagoras in Ägypten, denn schon Herodot war der Überzeugung, die Geometrie stamme ursprünglich aus Ägypten, sie sei ein Ergebnis der Notwendigkeit stets neuer Landvermessung nach den regelmäßigen Nilüberschwemmungen gewesen. Schon Isokrates nahm an, Pythagoras habe seine Mathematik und Astronomie den Ägyptern zu verdanken. Ferner galt Pythagoras auch als Vermittler mathematischen Wissens der Babylonier, denn man ging davon aus, dass er sich in seiner Jugend in Babylon aufgehalten hatte.
Im Anschluss an diese Tradition ist bis in die Gegenwart die Ansicht verbreitet, die Mathematik habe von Pythagoras und den Pythagoreern wesentliche Impulse erhalten. Auch ein beträchtlicher Teil der Wissenschaftshistoriker stimmt dem zu. Seit dem frühen 20. Jahrhundert würdigt die Forschung aber auch die griechische Mathematik, die sich unabhängig von der pythagoreischen Tradition entwickelt hat.
Die Einzelheiten sind umstritten, auch die Rolle des Pythagoras als Vermittler ägyptischen und orientalischen Wissens. Zhmud hält die Berichte von den Studienreisen nach Ägypten und Babylon für unhistorisch. Überdies weist er darauf hin, dass Griechen damals keine Fremdsprachen zu erlernen pflegten und dass es für Pythagoras äußerst schwierig gewesen wäre, sich Kenntnisse der akkadischen und der ägyptischen Sprache sowie der Hieroglyphen bzw. Keilschrift anzueignen und dann auch noch Fachliteratur zu verstehen. Daher betrachtet Zhmud die mathematischen Erkenntnisse des Pythagoras als dessen selbständige Leistungen. Die oft mit dem Pythagoreismus gleichgesetzte spekulative Zahlenlehre oder „Zahlenmystik“ mit dem Grundsatz „Alles ist Zahl“ existierte nach Zhmuds Ansicht in der frühpythagoreischen Zeit noch nicht, vielmehr gab erst der Platonismus den Anstoß zu ihrer Entstehung.
Auf dem entgegengesetzten Standpunkt steht Burkert mit seiner Schamanismusthese. Seine Argumentation lautet folgendermaßen: Es gibt keinen Beleg dafür, dass Pythagoras auch nur einen einzigen Beitrag zur Arithmetik oder zur Geometrie geleistet hat. Sein Interesse galt nicht der Mathematik als einer mit Quantitäten befassten, rechnenden und beweisenden Wissenschaft, sondern er betrachtete Zahlen unter qualitativen Gesichtspunkten. Dabei ging es ihm darum, verschiedenen Zahlen im Sinne einer Zahlensymbolik bestimmte nichtmathematische Eigenschaften wie „männlich“ und „Grenze bildend“ (für die ungeraden Zahlen), „weiblich“ und „unbegrenzt“ (für die geraden), „gerecht“ oder „jungfräulich“ zuzuweisen und so ein Ordnungsprinzip für seine Kosmologie zu gewinnen. Diese Herangehensweise, bei der es nicht um Quantität geht, sondern um die Ordnung des Kosmos und um qualitative Entsprechungen zwischen dessen Bestandteilen, vergleicht Burkert mit der chinesischen Auffassung von Yin und Yang. Ebenso wie in der pythagoreischen Zahlenlehre ist in der chinesischen der Urgegensatz von geraden und ungeraden Zahlen grundlegend und werden die ungeraden Zahlen als männlich angesehen. Die in diesem spekulativen, kosmologischen Sinn verstandene Aussage „Alles ist Zahl“ war nach der Deutung der Schamanismusthese ein Kernbestandteil von Pythagoras’ Weltbild.
Der Gegensatz zwischen den beiden Forschungsrichtungen zeigt sich auch in einzelnen umstrittenen Punkten:
- Pythagoras gilt traditionell als der Entdecker des als Satz des Pythagoras bekannten Lehrsatzes der Euklidischen Geometrie über das rechtwinklige Dreieck. Dieser Satz war schon Jahrhunderte vor Pythagoras den Babyloniern bekannt. Ob sie aber einen Beweis für den Satz kannten, ist unbekannt. Zhmud meint, Pythagoras habe einen Beweis gefunden, während Burkert im Sinne der Schamanismusthese argumentiert, dafür gebe es keinen Beleg und Pythagoras habe sich für mathematische Beweisführung gar nicht interessiert.[31]
- Ein Schüler des Pythagoras, Hippasos von Metapont, soll als erster die Konstruktion des einer Kugel einbeschriebenen Dodekaeders gefunden und auch erkannt haben, dass gewisse geometrische Größen (wie das Verhältnis von Diagonale und Seite eines Quadrats) nicht durch ganzzahlige Zahlverhältnisse ausdrückbar sind (Inkommensurabilität). Eine späte Überlieferung behauptet, Hippasos habe diese Entdeckungen veröffentlicht und damit aus der Sicht der Pythagoreer Geheimnisverrat begangen. Daraufhin sei er aus der Gemeinschaft ausgeschlossen worden und bei einem Schiffbruch umgekommen, was als göttliche Strafe zu deuten sei. Die ältere Forschung interpretierte dies als „Grundlagenkrise“ des Pythagoreismus: Hippasos habe die Grundlage der pythagoreischen Mathematik zerstört, die besagte, alle Phänomene seien als Erscheinungsformen ganzzahliger Zahlverhältnisse erklärbar. Die Pythagoreer seien durch seine Entdeckung der mathematischen Irrationalität in eine schwere Krise gestürzt worden; aus diesem Grund hätten sie Hippasos ausgeschlossen und seinen Tod als göttliche Strafe gedeutet. Diese Ansicht wird sowohl von Burkert als auch von Zhmud abgelehnt, aber aus unterschiedlichen Gründen. Burkert meint, dass die Bewältigung der Irrationalität schrittweise erfolgte und keine Erschütterung der pythagoreischen Zahlenlehre bewirkte, da diese nicht von dem Axiom ausging, alle Größen seien kommensurabel. Zhmud sieht in Hippasos den tatsächlichen Entdecker der Irrationalität, meint aber, dass das Zerwürfnis zwischen Hippasos und Pythagoras damit nichts zu tun hatte und von einem Geheimnisverrat keine Rede sein kann, sondern der Gegensatz der beiden rein politisch war.[32]
- Zu den Errungenschaften, die man Pythagoras zugeschrieben hat, gehört die Begründung der Proportionentheorie; er soll den Begriff lógos im mathematischen Sinn von „Proportion“ eingeführt haben. Diese ältere Forschungsmeinung wird weiterhin von den Befürwortern der Wissenschaftsthese vertreten.[33] Als spezifisch pythagoreische Neuerung bezeichnen die antiken Quellen insbesondere die Lehre von den drei Mitteln (arithmetisches, geometrisches und harmonisches Mittel). Die Mittel kamen möglicherweise bereits in babylonischen Rechenregeln vor, doch kannten die Babylonier den Begriff der Proportion nicht. Die Beweisführung und Terminologie kann somit eine Errungenschaft des Pythagoras oder der Pythagoreer sein. Dagegen wendet Burkert ein, es sei nicht erwiesen, dass Pythagoras eine Proportionentheorie begründete. Er argumentiert, dass das Proportionsrechnen schon Anaximander bekannt war, der die Welt als ihrem Wesen nach geometrisch auffasste und mit mathematischen Proportionen erklärte. Zwar hätten die Pythagoreer bei der Entwicklung der Mittellehre anscheinend eine Rolle gespielt, doch sei unklar, wann und durch wen dies geschehen sei.[34]

Ein Hauptelement der frühen pythagoreischen Zahlenlehre war die Tetraktys („Vierheit“), die Gruppe der Zahlen 1, 2, 3 und 4, deren Summe die 10 ergibt, die bei Griechen und „Barbaren“ (Nichtgriechen) gleichermaßen als Grundzahl des Dezimalsystems diente. Die Vier wurde neben der „vollkommenen“ Zehn im Pythagoreismus als für die Weltordnung grundlegende Zahl betrachtet. Möglicherweise spielten sie damit auf: Das Eine (altgriechisch τὸ ἕν to hen, lateinisch unum), Dyade (altgriechisch dýas „Zweiheit“), Trias (von altgriechisch tri „drei“: „Dreiheit“) und die Tetraktys (griechisch τετρακτύς (τετραχῇ) tetraktýs „Vierheit“ oder „Vierergruppe“) an.

### Musik
Die Ansicht, dass Pythagoras der Begründer der mathematischen Analyse der Musik gewesen sei, war in der Antike allgemein verbreitet und akzeptiert. Schon Platon führte die musikalische Zahlenlehre auf die Pythagoreer zurück, sein Schüler Xenokrates schrieb die entscheidende Entdeckung Pythagoras selbst zu. Es ging um die Darstellung der harmonischen Intervalle durch einfache Zahlenverhältnisse. Veranschaulicht wurde dies durch Messung der Länge schwingender Saiten. Offenbar gingen manche Pythagoreer empirisch vor, denn Platon, der eine rein spekulative Musiktheorie forderte und der Empirie misstraute, kritisierte sie in dieser Hinsicht.
In der römischen Kaiserzeit wurde die Legende von Pythagoras in der Schmiede erzählt. Sie berichtet, Pythagoras sei an einer Schmiede vorbeigekommen und habe in den Tönen der Schmiedehämmer Harmonie wahrgenommen. Er habe herausgefunden, dass die Konsonanz vom Gewicht der Hämmer abhing. Darauf habe er zu Hause mit gleich langen Saiten experimentiert, die er mit Gewichten belastete, und sei zum Ergebnis gekommen, dass die Klanghöhe dem Gewicht der Metallkörper entspricht und so die reinen Intervalle von Oktave, Quarte und Quinte durch messbare Proportion zustande kommen. Damit soll erstmals musikalische Harmonie mathematisch darstellbar gemacht worden sein. Derartige Experimente können in der tradierten Art und Weise jedoch nicht stattgefunden haben, da die Schwingungsfrequenz weder zum Gewicht eines Hammers noch zur Spannung einer Saite proportional ist. Somit ist diese Legende eine Erfindung oder beruht zumindest auf einer ungenauen Überlieferung.
Nach der Schamanismusthese war es ebenso wie in der Geometrie auch in der Musik nicht das Anliegen des Pythagoras, Gegebenheiten durch Messung zu erfassen. Vielmehr ging es ihm darum, symbolische Beziehungen zwischen Zahlen und Tönen zu finden und so die Musik ebenso wie die Mathematik in das Gebäude seiner Kosmologie einzuordnen. Die Wissenschaftsthese vertritt auch hier den entgegengesetzten Standpunkt. Ihr zufolge war Pythagoras der Entdecker der musikalischen Harmonielehre; er ging dabei empirisch vor und bediente sich des Monochords. Seine Schüler setzten die Forschungen fort. Burkert hingegen bezweifelt, dass es damals schon ein Monochord mit verstellbarem Steg gab.
Die Überlieferung, wonach Pythagoras Musik gezielt zur Beeinflussung unerwünschter Affekte einsetzte, also eine Art Musiktherapie betrieb, wird von der Forschung als frühpythagoreisch eingestuft.

### Astronomie
Dass die griechische Astronomie (insbesondere die genaue Kenntnis der Planeten) auf der babylonischen fußt, ist unstrittig. Die griechischen Planetennamen gehen auf die babylonischen zurück. Ein grundsätzlicher Unterschied besteht allerdings darin, dass die Babylonier nicht an der Erklärung, sondern nur an der Berechnung und Vorhersage der Vorgänge am Himmel interessiert waren, wogegen die Griechen ihr Augenmerk auf die astronomische Theorie richteten.
Die ältere Forschung hat für die Astronomie – ebenso wie für die Mathematik – Pythagoras wegen seiner Babylonreise in einer Vermittlerrolle gesehen. Auch auf diesem Gebiet führen die beiden gegensätzlichen Pythagorasbilder zu entgegengesetzten Ergebnissen:
Der Schamanismusthese zufolge übernahmen die Griechen die babylonische Planetenordnung erst um 430, also lange nach Pythagoras’ Tod. Erst danach entstand das älteste pythagoreische Modell, dasjenige des Pythagoreers Philolaos. Es lässt die Erde um ein Zentralfeuer kreisen, wobei die bewohnten Gegenden auf der diesem Feuer stets abgewandten Seite liegen; auf der anderen Seite des Zentralfeuers befindet sich eine ebenfalls für uns unsichtbare Gegenerde. Mond, Sonne und fünf Planeten kreisen ebenfalls um das Zentralfeuer. Dieses System war nach Burkerts Ansicht nicht ein Ergebnis astronomischer Beobachtungen, sondern ein kosmologischer Mythos. Burkert meint, dass Pythagoras keine empirische Astronomie getrieben hat. Er weist darauf hin, dass laut Angaben des Aristoteles manche Pythagoreer einen Kometen zu den Planeten zählten, was mit dem System des Philolaos unvereinbar ist; dieses war somit nicht ein ursprüngliches Modell des Pythagoras, das als solches für die ganze Schule verbindlich gewesen wäre. Auch über die Milchstraße hatten die Pythagoreer keine einheitliche Meinung.
Zhmud kommt zum gegenteiligen Ergebnis. Er hält den Bericht über eine Orientreise des Pythagoras für eine Legende ohne historischen Kern. Aus seiner Sicht war der babylonische Einfluss auf die griechische Astronomie minimal. Nach seiner Auffassung gab es ein ursprüngliches astronomisches Modell der Pythagoreer vor Philolaos, auf dem auch die platonische Astronomie basierte. Es sah eine kugelförmige Erde im Zentrum des Kosmos vor, um die sich die Fixsternsphäre von Ost nach West sowie Mond, Sonne und die damals bekannten fünf Planeten von West nach Ost gleichförmig im Kreis drehten. Dieser Ansicht waren schon ältere Befürworter der Wissenschaftsthese.
Sicher pythagoreischen Ursprungs ist die Idee der Sphärenharmonie oder – wie die Bezeichnung in den ältesten Quellen lautet – „Himmelsharmonie“. Laut den – im Detail voneinander abweichenden – antiken Überlieferungen handelt es sich dabei um Töne, die von den Planeten bei ihren streng gleichförmigen Kreisbewegungen hervorgebracht werden und zusammen einen kosmischen Klang ergeben. Dieser ist jedoch für uns unhörbar, da er ununterbrochen erklingt und uns nur durch sein Gegenteil, durch einen Gegensatz zwischen Klang und Stille zu Bewusstsein käme. Einer Legende zufolge war Pythagoras der einzige Mensch, der die Himmelsharmonie hören konnte.
Burkert meint, dass diese Idee ursprünglich nicht mit der Astronomie zusammenhing, sondern nur mit der Fähigkeit zu außersinnlicher Wahrnehmung, die man Pythagoras als einem Schamanen zuschrieb. Ein ausgearbeitetes System habe es zu Lebzeiten des Pythagoras nicht gegeben. Zhmud hingegen ist der Ansicht, dass es ursprünglich eine physikalische Theorie war, in der astronomische und akustische Beobachtungen und Überlegungen miteinander verbunden wurden. Er weist auch darauf hin, dass die Töne der Himmelskörper nur als gleichzeitig, nicht als nacheinander erklingend gedacht werden konnten. Daher kann man zwar von einem Klang sprechen, aber der populäre Begriff „Sphärenmusik“ ist dafür sicher unpassend.

### Politik und Gesellschaft
Pythagoras hatte in einer Anzahl von griechischen Städten Unteritaliens Anhänger. Sicher ist, dass die Pythagoreer sich nicht vom gesellschaftlichen Leben absonderten, sondern in der Politik nach Einfluss strebten, und dass Pythagoras selbst politisch aktiv war und daher auch erbitterte Gegner hatte. Die Berichte sind in manchen Einzelheiten widersprüchlich. Diogenes Laertios schreibt, Pythagoras habe mit der Gemeinschaft seiner Schüler in der Stadt Kroton, wo er lange lebte, die politische Macht ausgeübt. Er soll der Stadt eine aristokratische Verfassung gegeben und nach dieser regiert haben. Diese Angabe wird von der Forschung als unglaubwürdig eingestuft, doch ist davon auszugehen, dass Pythagoras mit seinen Anhängern im Stadtrat und in der Volksversammlung seinen Standpunkt geltend machte und dabei teilweise erfolgreich war. Überliefert sind Auszüge aus vier Reden, in denen er in Kroton sein Tugendideal erläutert haben soll – eine an den Rat der Stadt, eine an die jungen Männer, eine an die Knaben und eine an die Frauen. Ob die überlieferten Texte authentisches Material enthalten, ist unklar, doch scheint der Inhalt frühpythagoreisch zu sein. Die Entscheidung der Krotoniaten, Flüchtlinge aus Sybaris nicht an diese Stadt auszuliefern, sondern lieber einen Krieg in Kauf zu nehmen, der dann mit der Eroberung und Zerstörung von Sybaris endete, war auf das Eingreifen des Pythagoras zurückzuführen. Sein Einfluss rief aber auch heftige Opposition hervor, die ihn veranlasste, Kroton zu verlassen und nach Metapont zu übersiedeln.
Erst Jahrzehnte nach dem Tod des Pythagoras, um die Mitte des 5. Jahrhunderts, kam es in mehreren Städten zu blutigen Auseinandersetzungen um die Pythagoreer, die für diese katastrophal endeten; sie wurden teils getötet, teils vertrieben.
Die Hintergründe der Feindseligkeit gegen die Gemeinschaft und ihren Gründer sind schwer durchschaubar; manchen Berichten zufolge spielten persönliche Motive der Gegner wie Neid und Missgunst eine wesentliche Rolle. Soweit dabei grundsätzliche Fragen in Betracht kamen, standen die Pythagoreer auf der Seite der „Aristokratie“ und ihre Gegner auf derjenigen der „Demokratie“. Die Flüchtlinge aus Sybaris, für die Pythagoras eintrat, waren wohlhabende Bürger, die auf Veranlassung eines Volksführers enteignet und verbannt worden waren. Jedenfalls war die Politik der Pythagoreer entsprechend ihrem generellen Harmonie-Ideal konservativ und auf Stabilität bedacht; dies machte sie zu Verbündeten der traditionell im Rat dominierenden Geschlechter. Ihre natürlichen Gegenspieler waren damit die Volksredner, die nur durch Einfluss auf die Massen an die Macht kommen konnten und Unzufriedenheit nutzten, um für einen Umsturz zu agitieren.

### Religion und Seelenlehre
Die Pythagoreer betrachteten die von ihnen angenommene Harmonie in der Natur und speziell in den gleichmäßigen Kreisbewegungen der Himmelskörper als Manifestation einer göttlichen Weltlenkung. In der Epoche des Hellenismus gab es bei ihnen einen astrologischen Fatalismus, also die Lehre von der zwangsläufigen ewigen Wiederkunft aller irdischen Verhältnisse entsprechend der zyklischen Natur der Gestirnbewegungen. Wenn alle Planeten nach Ablauf einer langen kosmischen Periode, des „Großen Jahres“, ihre Ausgangsstellung wieder erreicht haben, beginnt nach diesem Mythos die Weltgeschichte von neuem als exakte Wiederholung. Diese Vorstellung, die später auch bei Stoikern verbreitet war und in der Neuzeit von Nietzsche aufgegriffen wurde, führte man in der Antike auf Pythagoras zurück – ob mit Recht, ist ungewiss.
Sicher ist hingegen, dass Pythagoras von der Seelenwanderung überzeugt war und dabei keinen Wesensunterschied zwischen menschlichen und tierischen Seelen annahm. Diese religiöse Idee hatten schon zuvor die Orphiker vertreten. Sie setzte die Überzeugung von der Unsterblichkeit der Seele voraus. Einer Legende zufolge war Pythagoras imstande, sich an seine früheren Inkarnationen zu erinnern, zu denen der trojanische Held Euphorbos gehörte. Den Schild des Euphorbos, der in Argos im Tempel der Hera als Beutestück aufbewahrt wurde, soll Pythagoras als den seinigen erkannt haben.
Zum Kernbestand des ursprünglichen Pythagoreismus gehörte auch der Vegetarismus, der als „Enthaltung vom Beseelten“ bezeichnet wurde. Dieser Vegetarismus war religiös und ethisch motiviert; gemäß dem Prinzip der Enthaltung wurden neben der Fleischnahrung auch die Tieropfer verworfen. Pythagoras selbst war Vegetarier; inwieweit seine Anhänger ihm darin folgten, ist unklar. Ein für alle verbindliches Gebot gab es offenbar nicht, doch dürfte zumindest der engere Schülerkreis vegetarisch gelebt haben.
Berühmt war in der Antike ein strenges Tabu der Pythagoreer gegen den Verzehr von Bohnen. Die Forschung nimmt einhellig an, dass das Bohnenverbot auf Pythagoras selbst zurückzuführen ist. Ob das Motiv dafür ausschließlich mythisch-religiös oder auch diätetisch war und welcher Gedankengang dahinter stand, war schon in der Antike strittig und ist bis heute nicht geklärt. Die in der Moderne erwogene Hypothese eines Zusammenhangs mit dem Favismus, einer erblichen Enzymkrankheit, bei welcher der Genuss von Ackerbohnen (Vicia faba) gesundheitsgefährlich ist, findet in den Quellen keine konkrete Stütze und ist daher spekulativ.

### Schülergemeinschaft
Auch hinsichtlich der Organisation und des Zwecks der von Pythagoras gegründeten Gemeinschaft gehen die Ansichten in der Forschung weit auseinander. Der Schamanismusthese entspricht die Vorstellung eines religiösen Bunds, dessen Angehörige zu strenger Verschwiegenheit verpflichtet und von der Göttlichkeit ihres Meisters restlos überzeugt waren und unablässig eine Vielzahl von archaischen Tabus befolgen mussten. Die gegenteilige Auffassung (Wissenschaftsthese) besagt, dass es sich ursprünglich um einen lockeren Zusammenschluss von autonom forschenden Individuen handelte, vergleichbar den späteren Schulen von Platon und Aristoteles. Für beide Deutungen gibt es Indizien. Für die Wissenschaftsthese spricht, dass es unter den Pythagoreern offenbar sehr unterschiedliche Auffassungen über religiös-philosophische und naturkundliche Fragen gab. Für die Annahme eines auf verbindliche Grundsätze verpflichteten, relativ engen Bundes spricht, dass die Pythagoreer größten Wert auf Freundschaft und gegenseitige unbedingte Loyalität legten. Im Unterschied zu den Schulen von Platon und Aristoteles hatten die Pythagoreer nach dem Tod des Pythagoras anscheinend keinen allgemein anerkannten Scholarchen (Schuloberhaupt).
Spätestens um die Mitte des 5. Jahrhunderts gab es unter denen, die sich zur Tradition des Pythagoras bekannten, zwei Gruppen, die „Akusmatiker“ und die „Mathematiker“; in späten Quellen ist auch von „Exoterikern“ und „Esoterikern“ die Rede, im 4. Jahrhundert v. Chr. unterschied man zwischen „Pythagoreern“ und „Pythagoristen“. Die Akusmatiker orientierten sich an „Akusmata“ (Gehörtes), die „Mathematiker“ an „Mathemata“ (Lerngegenstände, Erfahrungswissen; nicht nur speziell Mathematik im modernen Wortsinn). Zwischen ihnen kam es nach einem Bericht, den manche Forscher auf Aristoteles zurückführen, zu einem unbekannten Zeitpunkt nach dem Tod des Schulgründers zu einer Spaltung, wobei jede Gruppe für sich in Anspruch nahm, die ursprüngliche Tradition des Pythagoras fortzusetzen. Unklar ist, ob bzw. inwieweit die zwei Richtungen schon zu Lebzeiten des Pythagoras bestanden und von ihm gewollt waren und gegebenenfalls, welche damals dominierte. Die Mathematiker trieben Studien im Sinne der Wissenschaftsthese, während die Akusmatiker sich an religiös-philosophischen Lehren orientierten, für die sie sich auf mündliche Unterweisungen des Pythagoras beriefen. Bei den Akusmatikern herrschte offenbar ein religiöser Autoritätsglaube, die Überzeugung von der übermenschlichen Natur und Unfehlbarkeit des Meisters im Sinne der Schamanismusthese. Daher antworteten sie auf Einwände einfach mit dem „Autoritätsbeweis“ („Er selbst [Pythagoras] hat es gesagt“). Das wurde von den Mathematikern kritisiert. Angaben später Quellen, wonach es eine esoterische Geheimlehre des Pythagoras gab, die nur den zu strengem Schweigen verpflichteten Akusmatikern offenbart wurde, hält Zhmud für unglaubwürdig, während Burkert auch hier die Gegenposition vertritt und den ursprünglichen Pythagoreismus in die Nähe der Mysterienkulte rückt.
Eine wichtige Rolle spielte das in Anekdoten fortlebende pythagoreische Freundschaftskonzept. Pythagoras soll ein Ideal universaler Freundschaft und Harmonie gepredigt und verwirklicht haben, das an den Mythos vom paradiesischen Goldenen Zeitalter erinnert.
Wie die Freundschaft in die allgemeine Harmonielehre eingebettet wurde, zeigt eine spätantike, aber wohl aus einer frühpythagoreischen Quelle stammende Darstellung:

„In herrlicher Klarheit lehrte Pythagoras die Freundschaft aller mit allen: Freundschaft der Götter mit den Menschen durch Frömmigkeit und wissende Verehrung, Freundschaft der Lehren untereinander und überhaupt Freundschaft der Seele mit dem Leibe, Freundschaft des Vernunftbegabten mit den Arten des Vernunftlosen durch Philosophie und die ihr eigene geistige Anschauung. Freundschaft der Menschen untereinander, Freundschaft unter Mitbürgern durch Gesetzestreue, die den Staat gesund erhält, Freundschaft Verschiedenstämmiger durch richtige Naturerkenntnis, Freundschaft zwischen Mann und Frau, Kindern, Geschwistern und Hausgenossen … Freundschaft des sterblichen Leibes in sich selbst, Befriedung und Versöhnung der einander entgegenwirkenden Kräfte, die in ihm verborgen sind, … Dass in all diesen Dingen der Name ‚Freundschaft‘ ein und derselbe ist und sie beherrschend zusammenfasst, hat … Pythagoras entdeckt und festgelegt.“

Nach Angaben antiker Quellen herrschte bei den Schülern des Pythagoras der Grundsatz, dass der Besitz der Freunde gemeinsam sei (koiná ta tōn phílōn), also eine „kommunistische“ Gütergemeinschaft. Dieses Konzept scheint aber, falls es tatsächlich praktiziert wurde, nur von einem kleinen Personenkreis umgesetzt worden zu sein. Daneben gibt es auch Berichte über Pythagoreer, die über Privateigentum verfügten und einander in materiellen Notlagen großzügig unterstützten. Auch dies war eine Konsequenz aus der Idee vom gemeinsamen Gut der Freunde. Privatbesitz wurde nicht verworfen, aber Pythagoras wandte sich mit Schärfe gegen den Luxus und trat – wie zahlreiche spätere antike Philosophen – für eine einfache, frugale Lebensweise ein.

## Ikonographie

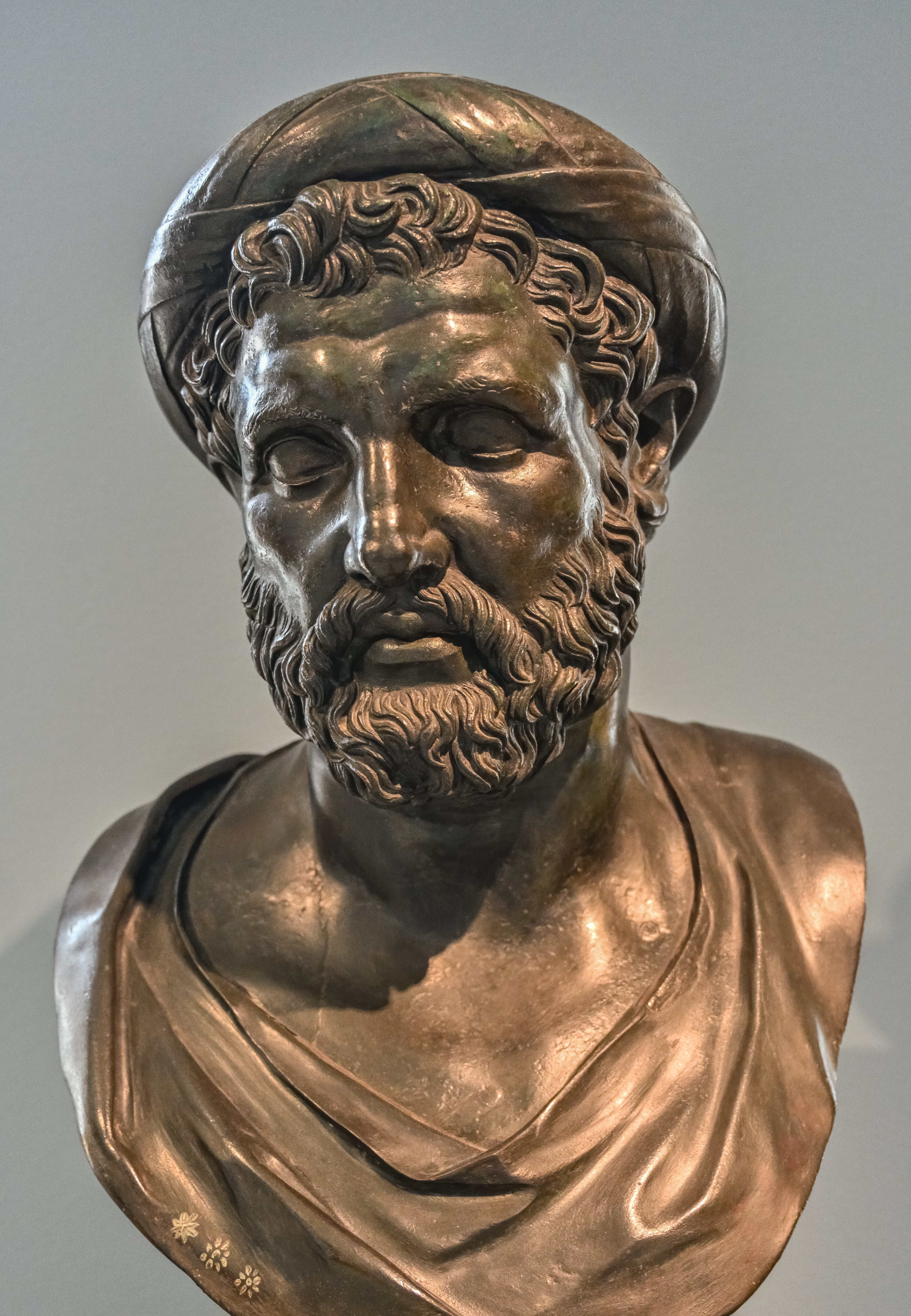
Bronzebüste aus der Villa dei Papiri in Herculaneum eines Mannes mit Turban, wahrscheinlich Pythagoras. Römische Kopie aus dem 1. Jahrhundert v. Chr. eines griechischen Originals von ca. 360–350 v. Chr. Archäologisches Nationalmuseum Neapel, Inventarnummer 5607

In der antiken Literatur sind mehrere (mindestens zwei) Statuen des Pythagoras bezeugt. Eine befand sich in Rom, eine andere, die ihn stehend zeigte, in Konstantinopel.
Auf den Rückseiten von Bronzemünzen, die im 2. und 3. Jahrhundert n. Chr. auf Samos geprägt wurden, ist Pythagoras stehend oder sitzend abgebildet. Der sitzende Pythagoras hält in der linken Hand ein Szepter; das Herrschaftssymbol macht ihn als geistigen Fürsten kenntlich. In der Rechten hält er – ebenso wie der stehende Pythagoras – einen Stab, mit dem er auf einen Globus zeigt. Diese Münzbilder sind nach dem Vorbild von Buchillustrationen, Statuen oder Reliefs gestaltet. Für einen um 400 n. Chr. geprägten Kontorniaten, der den Philosophen mit langem Spitzbart und Kopfbinde zeigt, in nachdenklicher Haltung auf einem Lehnsessel sitzend, war vermutlich eine Buchillustration das Muster. Zwei Silbermünzen aus Abdera (um 430–420 v. Chr.) zeigen den Kopf eines Mannes mit kurzem Bart in einem Linienquadrat mit der Inschrift Pythagores; offenbar ist der Philosoph gemeint.
Eine Bronzebüste im Archäologischen Nationalmuseum in Neapel, die in der Villa dei Papiri in Herculaneum gefunden wurde, sowie eine Marmorherme in den Kapitolinischen Museen in Rom stellen sehr wahrscheinlich Pythagoras dar. Dafür spricht die turbanartige Kopfbedeckung des Philosophen, ein Bestandteil orientalischer Tracht, der offenbar ebenso wie die Kopfbinde auf dem Kontorniaten an die Legende von der Indienreise des Pythagoras erinnern soll. Von der Bronzebüste, die um 360–350 v. Chr. entstanden ist, sind sieben Repliken erhalten. Die Herme wird um 120 n. Chr. datiert.
In der zweiten Hälfte des 4. Jahrhunderts v. Chr. entstanden zwei Reliefs. Eines von ihnen stammt aus Sparta und befindet sich im dortigen Museum. Es zeigt den sitzenden Pythagoras zusammen mit Orpheus in einer Landschaft mit Tieren. Sein Attribut ist ein Adler. In der linken Hand hält er eine geschlossene Buchrolle, in der rechten eine geöffnete. Offenbar soll die Verbindung zwischen der orphischen und der pythagoreischen Lehre dargestellt werden. Auf dem anderen Relief, das auf Samos gefunden wurde, ist Pythagoras sitzend mit Musen abgebildet. Eine der Musen bekränzt ihn. Ein Zeigestock und ein Kasten für Buchrollen kennzeichnen ihn als Philosophen.

## Rezeption
In der Antike ebenso wie im Mittelalter und in der Frühen Neuzeit gehörte Pythagoras zu den bekanntesten antiken Persönlichkeiten, wobei das Pythagoras-Bild stark von Legenden geprägt war.

### Antike
Nachwirkung der Lehre
Als die Schule des Pythagoras nach der Mitte des 5. Jahrhunderts v. Chr. im Verlauf politischer Wirren untergegangen war, kam es zu einem Bruch der Kontinuität, obwohl sich einzelne versprengte Pythagoreer weiterhin bemühten, die Tradition fortzusetzen und sie auch in Griechenland heimisch zu machen. Eine Ausnahme bildete die Stadt Tarent, wo der Pythagoreismus noch im 4. Jahrhundert blühte.
Platon erwähnt Pythagoras bzw. die Pythagoreer nur zweimal namentlich. Er war aber schon auf seiner ersten Italienreise mit Pythagoreern in Kontakt gekommen und blieb insbesondere mit dem Pythagoreer Archytas von Tarent in Verbindung. Von seinen Dialogen sind zwei der berühmtesten, der Timaios und der Phaidon, von pythagoreischem Gedankengut beeinflusst. Die Vermutungen der Forscher darüber, wie stark dieser Einfluss war und wie er sich konkret äußerte, sind allerdings großenteils spekulativ. Platons Schüler und Nachfolger als Scholarch (Leiter) der Akademie, Speusippos, schrieb ein Buch über pythagoreische Zahlen, und auch Speusippos' Nachfolger Xenokrates widmete dem Thema Pythagoreismus eine eigene Schrift. Auch Aristoteles interessierte sich stark für den Pythagoreismus und setzte sich kritisch damit auseinander, doch gehört das meiste, was er darüber schrieb, zum verlorenen Teil seiner Werke.
Im 1. Jahrhundert v. Chr. kam es im Römischen Reich zu einer Wiederbelebung. Dieser „Neupythagoreismus“, der bis in die Spätantike fortdauerte, war großenteils von Platonikern bzw. Neuplatonikern getragen, die kaum zwischen Pythagoreismus und Platonismus unterschieden. Im Neupythagoreismus waren frühpythagoreische Ideen mit älteren und jüngeren Legenden und (neu)platonischen Lehren verschmolzen.
Urteile über Pythagoras

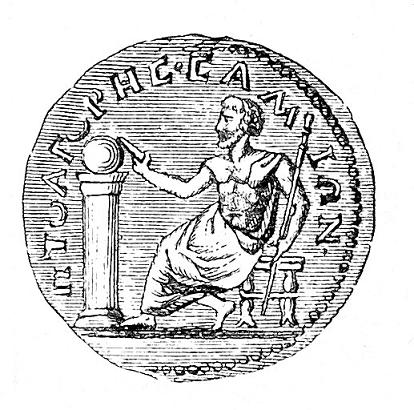
Münzabbildung des Pythagoras

Zu seinen Lebzeiten war Pythagoras umstritten; seine politischen Aktivitäten schufen ihm Gegner, und sein Zeitgenosse Heraklit kritisierte ihn scharf. Heraklit bezeichnete ihn als „Oberschwindler“ (kopídōn archēgós) und warf ihm „Vielwisserei“ vor, die Pythagoras ohne Verstand praktiziere, also bloßes Ansammeln von Wissensstoff ohne wirkliches Verständnis. Heraklit lebte in Ephesos in Kleinasien, also lagen dort damals bereits Nachrichten über das Wirken des Pythagoras in Italien vor. Ein anderer Zeitgenosse, der in Italien tätige Philosoph Xenophanes, gehörte ebenfalls zu den Gegnern. In einigen Quellen findet sich ein Nachhall der politischen Konflikte; da ist davon die Rede, Pythagoras und seine Schüler hätten eine Tyrannis angestrebt.
Das Urteil der antiken Nachwelt fiel jedoch fast einhellig sehr günstig aus. Nur gelegentlich wurden einzelne religiöse Ansichten des Pythagoras ironisch erwähnt. Empedokles spendete hohes Lob, Herodot und Platon äußerten sich respektvoll. Auch der einflussreiche Geschichtsschreiber Timaios von Tauromenion hegte offenbar Sympathie für Pythagoras.
Um 430–420 wurden in der Stadt Abdera in Thrakien Münzen mit dem Bildnis und Namen des Pythagoras geprägt. Das war eine für damalige Verhältnisse einzigartige Ehrung für einen Philosophen, zumal Abdera nicht seine Vaterstadt war. Dies dürfte damit zusammenhängen, dass der Philosoph Demokrit aus Abdera stammte und damals dort lebte. Demokrit war erheblich vom Pythagoreismus beeinflusst.
Die Römer folgten im späten 4. Jahrhundert einem Rat des Orakels von Delphi, der besagte, dass sie ein Abbild des tapfersten und eines des weisesten Griechen aufstellen sollten. Sie errichteten auf dem Comitium eine Statue des Feldherrn Alkibiades und eine des Pythagoras. Plinius der Ältere, der dies berichtet, drückt sein Erstaunen darüber aus, dass sie sich für Pythagoras und nicht für Sokrates entschieden. In Rom kursierte spätestens im frühen 2. Jahrhundert v. Chr. ein (allerdings mit der Chronologie unvereinbares) Gerücht, wonach der wegen seiner Weisheit verehrte zweite römische König, der Gesetzgeber Numa Pompilius, Pythagoreer war; diese Vorstellung zeugt vom hohen Ansehen des Pythagoras. Cicero wies auf die gewaltige, lange anhaltende Autorität des Pythagoras in Unteritalien hin.
Die Quellen der römischen Kaiserzeit schildern Pythagoras als Reformer, welcher der Sittenverderbnis seiner Zeit kraftvoll entgegentrat und durch sein Vorbild und seine Beredsamkeit die Tugenden erneuerte. Ovid zeichnet im 15. Buch seiner Metamorphosen ein sehr vorteilhaftes Bild von der Weisheit und Güte des Philosophen. Der Pythagoreer Apollonius von Tyana oder ein unbekannter gleichnamiger Autor und die Neuplatoniker Porphyrios und Iamblichos verfassten Pythagoras-Biographien. Porphyrios und Iamblichos beschrieben Pythagoras als Urbild eines edlen Weisheitslehrers und Wohltäters. Hochachtung äußerten auch Christen im 2. Jahrhundert (Clemens von Alexandria, Hippolyt von Rom).

### Mittelalter

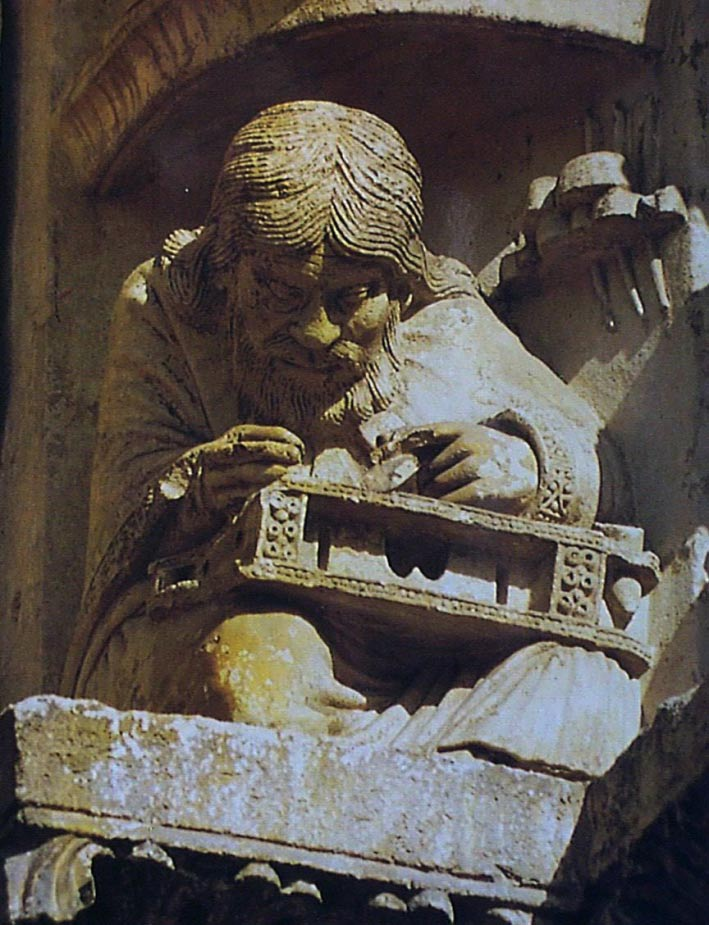
Darstellung des Pythagoras in einem der Tympana am Haupteingang der Kathedrale von Chartres im Westportal

In der lateinischsprachigen Gelehrtenwelt des Mittelalters wirkte das gewaltige Ansehen, dessen sich Pythagoras im Altertum erfreute, stark nach, obwohl man damals keine der antiken Biographien des Philosophen besaß und nur über vereinzelte Informationen verfügte. Seine mit kirchlichen Lehren unvereinbare Auffassung vom Schicksal der Seele nach dem Tod wurde zwar heftig verdammt, doch schadete dies dem Ruf seiner Weisheit kaum. Neben Ovids Darstellung und derjenigen des Junianus Justinus waren die Hauptquellen damals die spätantiken und patristischen Autoren Martianus Capella, Hieronymus, Augustinus, Boethius, Cassiodor und Isidor von Sevilla. Die mittelalterlichen Gebildeten sahen in Pythagoras (den sie auch Pitagoras schrieben) den Begründer der Musikwissenschaft und der Mathematik, einen prominenten Verkünder der Unsterblichkeit der Seele und den Erfinder des Begriffs „Philosophie“.
Berühmt war die Symbolik des „pythagoreischen Buchstabens“ Y, der mit seiner gegabelten Gestalt als Zeichen für den Scheideweg des menschlichen Lebens diente: an der Wegscheide hatte man zwischen dem Pfad der Tugend und dem des Lasters zu wählen. Die teils in rätselhafter Verhüllung formulierten Sprüche und Lebensregeln der Pythagoreer und die asketischen Aspekte der pythagoreischen Sittenlehre standen mit mittelalterlichen Vorstellungen und Bedürfnissen in Einklang. Einen Eindruck von dem positiven Pythagorasbild des Spätmittelalters vermitteln zwei damals sehr populäre Werke, das Speculum historiale des Vinzenz von Beauvais und der Liber de vita et moribus philosophorum (Buch über das Leben und die Sitten der Philosophen), der früher zu Unrecht Walter Burley zugeschrieben wurde. Francesco Petrarca äußerte seine Bewunderung für Pythagoras im Stil des im Mittelalter üblichen Pythagoras-Lobs.
Zwei antike Kommentare zu den „Goldenen Versen“ waren im Mittelalter in arabischer Übersetzung in der islamischen Welt verbreitet.

### Neuzeit

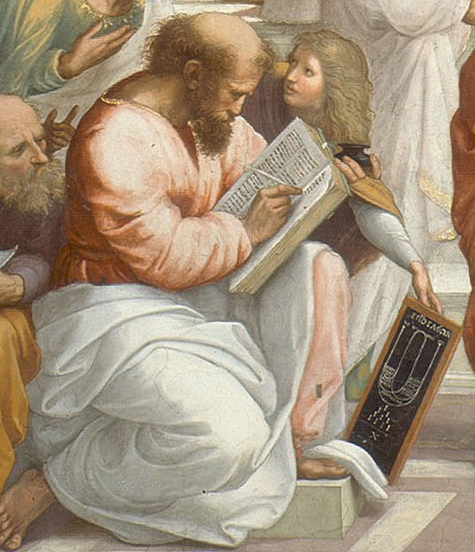
Raffael: Die Schule von Athen (1510/1511), Detail. Im Vordergrund Pythagoras, daneben vielleicht Parmenides

In der Frühen Neuzeit wurde die Quellenbasis stark verbreitert. Im Jahr 1433 hatte Ambrogio Traversari die Philosophenbiographien des Diogenes Laertios, zu denen eine Lebensbeschreibung des Pythagoras gehörte, ins Lateinische übersetzt; durch die 1472 erschienene Erstausgabe der lateinischen Fassung wurde das Werk breiteren Kreisen bekannt. Später kamen die Pythagoras verherrlichenden Biographien hinzu; die von Iamblichos verfasste wurde 1598 erstmals gedruckt, die von Porphyrios stammende 1610. Verbreitet waren eine Reihe von (neu)pythagoreischen Briefen und Schriften aus der Antike, die zu Unrecht Pythagoras bzw. Personen aus seiner Umgebung zugeschrieben wurden (Pseudepigrapha). Die Briefe lagen seit 1499 gedruckt vor. Besonders geschätzt und auch als Schullektüre verwendet wurden in der Renaissance die „Goldenen Verse“.
Insgesamt dominierte das Pythagorasbild der antiken Neupythagoreer und Neuplatoniker. Giovanni Pico della Mirandola (1463–1494) bezeichnete sich als Pythagoreer. Der Humanist Johannes Reuchlin (1455–1522) machte es sich zur Aufgabe, seinen Zeitgenossen die Gedankenwelt des Pythagoras zu erschließen, dessen Lehren nach Reuchlins Überzeugung mit denjenigen der Kabbala übereinstimmten. Giordano Bruno meinte, die Methode des Pythagoras sei „besser und reiner“ als diejenige Platons. Stark von einer pythagoreischen Betrachtungsweise geprägt war der Astronom und Naturphilosoph Johannes Kepler (1571–1630). Er versuchte die Planetenbewegungen als Ausdruck einer vollkommenen Weltharmonie zu erweisen und astronomische Proportionen mit musikalischen zu verbinden, womit er bewusst ein Kernanliegen der antiken Pythagoreer aufgriff.
Im 18. und 19. Jahrhundert gab es unter italienischen Philosophen und Kulturhistorikern eine nationalistische Richtung, welche die ruhmreiche „italische Weisheit“ (italica sapienza) pries, zu welcher man auch die Lehre des Pythagoras zählte, die als Errungenschaft Italiens betrachtet wurde (Hauptvertreter im 18. Jahrhundert: Giambattista Vico, im 19. Jahrhundert: Vincenzo Gioberti). 1873 wurde in Neapel eine „Accademia Pitagorica“ gegründet, der u. a. Pasquale Stanislao Mancini und Ruggero Bonghi angehörten. Noch im frühen 20. Jahrhundert vertrat der Althistoriker und Archäologe Jérôme Carcopino die Ansicht, der Pythagoreismus sei eine spezifisch italische Weltanschauung gewesen, die zeitweilig auch auf das politische Geschick Süditaliens maßgeblichen Einfluss genommen habe.
Im 20. Jahrhundert bemühte sich der Musikwissenschaftler Hans Kayser um eine „harmonikale Grundlagenforschung“, mit der er an das pythagoreische Denken anknüpfte.
Eine noch heute nachwirkende späte Pythagoraslegende ist die Behauptung, der Philosoph habe den „Pythagorasbecher“ erfunden. Die Konstruktion dieses Bechers verhindert, dass man ihn ganz füllt und dann austrinkt, denn sie bewirkt, dass er sich vorher plötzlich leert. Solche Becher werden auf Samos als Souvenirs für Touristen produziert. Mit dem historischen Pythagoras und seiner Schule hat das nichts zu tun.
1935 wurde von der IAU der Mondkrater Pythagoras nach ihm benannt. Am 22. Juli 1959 folgte der Pythagoras Peak in der Antarktis durch das Antarctic Names Committee of Australia (ANCA) und am 17. März 1995 der Asteroid (6143) Pythagoras. Auch die Pflanzengattung Pythagorea Lour. aus der Familie der Weidengewächse (Salicaceae) ist nach Pythagoras benannt.

## Ausgaben und Übersetzungen von Quellen
- Otto Apelt (Übers.): Diogenes Laertius: Leben und Meinungen berühmter Philosophen. 3. Auflage, Hamburg 1998, ISBN 3-7873-1361-3, S. 111–134 (Diogenes Laertios, Vitae philosophorum 8,1–50)
- Édouard des Places (Hrsg.): Porphyre: Vie de Pythagore, Lettre à Marcella. Paris 1982 (griechischer Text und französische Übersetzung von Porphyrios, Vita Pythagorae)
- Michael von Albrecht (Hrsg.): Jamblich: Pythagoras. Legende – Lehre – Lebensgestaltung. Darmstadt 2002, ISBN 3-534-14945-9 (griechischer Text und deutsche Übersetzung von Iamblichos, De vita Pythagorica)
- Rita Cuccioli Melloni: Ricerche sul Pitagorismo, 1: Biografia di Pitagora. Bologna 1969 (Zusammenstellung der antiken Quellenzeugnisse über das Leben des Pythagoras; griechische und lateinische Texte mit italienischer Übersetzung)
- Maurizio Giangiulio: Pitagora. Le opere e le testimonianze. 2 Bände, Milano 2000, ISBN 88-04-47349-5 (Quellensammlung; griechische Texte mit italienischer Übersetzung)
- Jaap Mansfeld: Die Vorsokratiker I. Stuttgart 1999, ISBN 3-15-007965-9 (S. 122–203 griechische Quellen mit deutscher Übersetzung; die Einleitung entspricht teilweise nicht dem aktuellen Forschungsstand)